# Distretto di Alingar
Il distretto di Alingar è un distretto dell'Afghanistan appartenente alla provincia del Laghman. Viene stimata una popolazione di 98.764 abitanti.